# Vicini di casa (film)
Vicini di casa è un film italiano del 2022 diretto da Paolo Costella.
Si tratta di un remake del film spagnolo Sentimental (2020).

## Trama
Giulio e Federica, sono sposati da tempo, hanno una figlia e conducono una vita di coppia stanca e priva di stimoli. Una sera, tornato a casa, Giulio scopre che a sua insaputa Federica ha invitato a cena Laura e Salvatore, una giovane coppia che è da poco venuta ad abitare al piano di sopra: l'uomo tenta in tutti i modi di convincerla ad annullare la cena, ma quando finalmente lei cede è troppo tardi, e i nuovi vicini di casa arrivano.
Laura e Salvatore si dimostrano subito molto diversi dai loro ospiti: simpatici e spigliati, sono molto aperti verso il prossimo e le nuove esperienze, a differenza di Giulio e Federica che si sono fatti abitudinari e diffidenti. Inizialmente, tuttavia, lo stile di vita alternativo di Laura e Salvatore viene visto con sospetto, se paragonato alla loro classica vita matrimoniale, apparentemente serena. A metà serata, Laura e Salvatore raccontano di praticare abitualmente sesso di gruppo con numerosi partner, occasionali e non. In seguito rivelano che il loro intento era coinvolgere Giulio e Federica nei loro giochi.
Le reazioni dei due padroni di casa alla proposta sono profondamente diverse: mentre Giulio è imbarazzato e rifiuta categoricamente, Federica si mostra interessata e curiosa. Inizia a quel punto una lunga discussione tra i quattro coniugi, durante la quale emergono pian piano tutti i segreti che Giulio e Federica si sono reciprocamente nascosti: lei, ad esempio, ammette di aver spesso girato nuda per la casa nella speranza di essere spiata da Salvatore, mentre lui rivela di aver adoperato il suo telescopio amatoriale per spiare le effusioni dei loro vicini, in particolare due ragazze lesbiche.
Man mano che la conversazione va avanti, i toni si inaspriscono: Federica rinfaccia a Giulio di averla costretta a vivere una vita spenta, riservata e priva di emozioni; Giulio, al contrario, lamenta di aver sacrificato la sua carriera da musicista in favore della famiglia. Entrambi ammettono dunque che il sentimento reciproco si è spento, così come la passione e la complicità. Alla fine, di fronte agli attoniti ospiti, i due comprendono che la loro relazione è ormai compromessa, e si dicono un addio rabbioso, ma anche triste e appassionato.
Laura e Salvatore vanno via, tristi per la piega che ha preso la serata; rimasti soli, Federica e Giulio riflettono sul da farsi, ma anche stavolta dimostrano di avere visioni opposte: lui spera di poter salvare il matrimonio, mentre lei, ormai fredda e determinata, rifiuta subito questa eventualità. A Giulio non resta che mettersi al pianoforte e suonare un blues appassionato, mentre Federica, andata a letto da sola, viene improvvisamente sopraffatta dalle emozioni. Le loro vicende vengono lasciate in sospeso.

## Distribuzione
Il film è stato distribuito nelle sale cinematografiche italiane il 1º dicembre 2022.